# Азам, Хуршид
Хуршид Азам (англ. Khurshid Azam, 16 июня 1942) — пакистанский хоккеист (хоккей на траве), нападающий. Серебряный призёр летних Олимпийских игр 1964 года.

## Биография
Хуршид Азам родился 16 июня 1942 года.
В 1964 году вошёл в состав сборной Пакистана по хоккею на траве на Олимпийских играх в Токио и завоевал серебряную медаль. Играл на позиции нападающего, провёл 1 матч, мячей не забивал.
В 1964—1968 годах провёл за сборную Пакистана 11 матчей, забил 4 мяча.